# Turcești (okręg Vâlcea)
Turcești – wieś w Rumunii, w okręgu Vâlcea, w gminie Mateești. W 2011 roku liczyła 1013 mieszkańców.